# Ciprsko pomorsko poveljstvo
Ciprsko pomorsko poveljstvo (grško Ναυτική Διοίκηση Κύπρου; splošno znana kot Ciprska vojna mornarica oz. Cipriotska vojna mornarica) je pomorska komponenta Ciprske nacionalne garde. Ciper ne poseduje večjih vojnih ladij, ampak je opremljena s patruljnimi čolni, izkrcevalnimi plovili, raketnimi sistemi zemlja-zemlja, integriranimi radarskimi sistemi in pomorskimi komandosi. Ciprska vojna mornarica ima primarno nalogo obraniti morske meje Republike Ciper, a je trenutno nezmožna vpluti v vode okoli otoka, katere od leta 1974 nadzoruje Turška vojna mornarica.
Trenutno Ciprsko pomorsko poveljstvo nadzoruje pet primarnih poveljstev oz. podpoveljstev:
- Poveljstvo vojnih ladij,
- Poveljstvo obalnih baterij,
- Poveljstvo podvodne rušilne enote,
- Poveljstvo nadzora obale in
- Poveljstvo pomorske baze.

11. julija 2011 je v Pomorski bazi Evangelos Florakis odjeknila močna eksplozija; eksplozija je močno poškodovala samo bazo, bližnje naselje ter elektrarno. V eksploziji sta umrla tudi poveljnik baze Lambros Lambrou in poveljnik vojne mornarice Andreas Ioannides.

## Trenutna plovila
| Država izvora | Tip                  | Razred           | Ime                                     | Oznaka  |
| ------------- | -------------------- | ---------------- | --------------------------------------- | ------- |
| Francija      | hitri patruljni čoln | Type 32L Esterel | Salamis                                 | P01     |
| Grčija        | hitri patruljni čoln | Dilos            | Kyrenia                                 | P02     |
| Italija       | hitri patruljni čoln | Corrubia         | Lieutenant Commander Elefteriou Tsomaki | P03     |
| Italija       | hitri patruljni čoln | Corrubia         | Lieutenant Commander Nicola Georgiou    | P04     |
| Španija       | Motorno plovilo      | Rodman 55        | Agathos                                 | Neznano |
| Španija       | Motorno plovilo      | Rodman 55        | Panagos                                 | Neznano |
| ?             | Amfibicijsko plovilo | Rotork           | Neznano                                 | Neznano |
| ?             | Amfibicijsko plovilo | Rotork           | Neznano                                 | Neznano |
| ?             | Amfibicijsko plovilo | Rotork           | Neznano                                 | Neznano |